# Reações de ordem zero
As reações de ordem zero são reações que apresentam velocidade de reação constante, e que não é influenciada pela alteração da concentração dos reagentes. De maneira geral, a concentração dos reagentes sofre um decaimento linear em função do tempo.

## Descrição matemática e gráfica

### Descrição matemática da velocidade de reação em função da concentração
Para uma reação do tipo {\displaystyle {\ce {A -> (produtos)}}}, a lei de velocidade pode ser escrita como:
{\displaystyle v=k.[A]_{0}}   [1]
{\displaystyle v=k}     [2]
{\displaystyle v={\frac {-d[A]}{dt}}}    [3]
sendo "v" a velocidade da reação em mol L-1 s-1, "k" a constante de velocidade em mol L-1 s-1 e [A] a concentração do reagente A em mol L-1.
Pode-se dizer que este tipo de reação é sempre não elementar, ou seja, ocorre em várias etapas. Nesse sentido, é importante observar que o expoente ao qual a concentração está elevada na lei de velocidade não está associado aos coeficientes estequiométricos da reação química balanceada. Estas relações (equações 1 e 3) descrevem a velocidade de consumo do reagente A. A combinação dessas relações permite obter uma equação que descreve a concentração de A em função do tempo para uma reação de ordem zero:
- {\displaystyle [A]_{t}=-kt+[A]_{0}}

sendo [A]t a concentração de A no tempo “t”, k a constante de velocidade e [A]0 a concentração inicial de A.
Podemos notar que a equação 3 possui a lei de formação de uma função afim, y = ax + b. Nesse sentido, nota-se que a concentração de A irá sofrer um decrescimento linear com o passar do tempo (figura 1). O coeficiente angular "-k" corresponde ao valor da constante de velocidade, enquanto que o coeficiente linear tem o mesmo valor da concentração inicial.

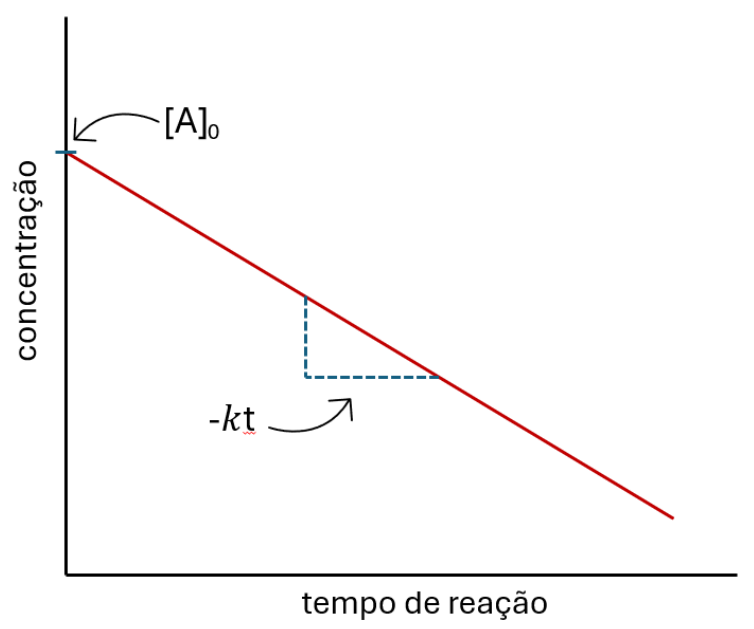
Figura 1. Representação gráfica para uma reação de ordem zero genérica.

## Tempo de meia-vida de uma reação de ordem zero
O tempo de meia-vida (t1/2) de uma reação é o tempo necessário para que a concentração inicial de reagente seja reduzida à metade. Para uma reação de primeira ordem, o tempo de meia-vida pode ser obtido considerando [A]t = [A]0/2, ou seja, que a concentração de A em um tempo “t” será igual à metade da concentração inicial de A. Podemos substituir esta relação na equação 3 e então obteremos que:
{\displaystyle t_{1/2}=k.{\tfrac {[A]_{0}}{2}}}
Reações de ordem zero são, geralmente, reações heterogêneas catalisadas, em que alguma das etapas de reação depende da superfície disponível do catalisador e, então, independe da concentração de reagentes. Alguns exemplos são reações enzimáticas e reações fotoquímicas.